# Liat Tondung
Liat Tondung is een bestuurslaag in het regentschap Toba Samosir van de provincie Noord-Sumatra, Indonesië. Liat Tondung telt 559 inwoners (volkstelling 2010).